# Polymastia hispidissima
Polymastia hispidissima är en svampdjursart som beskrevs av Koltun 1966. Polymastia hispidissima ingår i släktet Polymastia och familjen Polymastiidae. Inga underarter finns listade i Catalogue of Life.